# Luís Xavier
Pour les articles homonymes, voir Xavier.
Luís Xavier, de son nom complet Luís Xavier Júnior, est un footballeur portugais né le 10 décembre 1907 à Setúbal et mort à une date inconnue. Il évoluait au poste d'attaquant.

## Biographie

### En club
Né à Setúbal, Luís Xavier commence sa carrière senior au Vitória Setúbal en 1927,.
Il rejoint le Benfica Lisbonne en 1932,.
A une époque où la première division portugaise actuelle dans son format actuel n'existait pas, les clubs portugais disputent leur championnat régional ainsi qu'un Championnat du Portugal dont le format se rapproche beaucoup de l'actuelle Coupe du Portugal. Avec Benfica, il remporte en 1935 l'édition du Championnat national appelée Campeonato de Portugal.
En 1930, démarre le premier Championnat du Portugal, remporté par le FC Porto. Benfica remporte les trois Championnats suivants en 1936, 1937 et en 1938.
Luis Xavier raccroche les crampons à l'issue de la saison 1938-1939.
Il dispute un total de 48 matchs pour 14 buts marqués en première division portugaise,.

### En équipe nationale
International portugais, il reçoit deux sélections en équipe du Portugal entre 1930 et 1933. Le 8 juin 1930, il dispute un match contre la Belgique (défaite 1-2 à Anvers). Le 2 avril 1933, il joue une rencontre contre l'Espagne (défaite 0-3 à Vigo).

## Palmarès
Benfica Lisbonne
| - Championnat du Portugal (3) : - Champion : 1935-36, 1936-37 et 1937-38. - Campeonato de Portugal (1) : - Vainqueur : 1934-35. |  | - Championnat de Lisbonne (3) : - Champion : 1932-33. |